# Tháp Khắc Thế
Tháp Khắc Thế (? - 1583) là thủ lĩnh của Tả vệ Kiến Châu Nữ Chân vào thời kỳ cuối của nhà Minh. Các sử thư cũng dịch tên thành Tháp Thất (塔失) và Tha Thỉ (他矢). Ông là cha của Thanh Thái Tổ Nỗ Nhĩ Cáp Xích.

## Tiểu sử
Hành trạng của ông không được ghi lại nhiều. Vào năm Vạn Lịch thứ 11 (1583), Tháp Khắc Thế cùng cha là Giác Xương An đến Cổ Lặc thành để khuyên cháu rể là A Đài hàng Minh, nhưng Ni Kham Ngoại Lan công phá thành và sau đó giết chết những người trong thành, Tháp Khắc Thế và Giác Xương An tử nạn.
Vào năm Sùng Đức nguyên niên (1636), ngày 12 tháng 4 (tức ngày 16 tháng 5 dương), ông được Hoàng Thái Cực truy tôn làm Phúc vương (福王). Năm Thuận Trị thứ 5 (1648), ngày 5 tháng 11 (tức ngày 8 tháng 12 dương), ông đã được truy tôn thụy hiệu là Tuyên Hoàng đế (宣皇帝), miếu hiệu là Hiển Tổ (顯祖), mẹ của Nỗ Nhĩ Cáp Xích là Hỉ Tháp Lạp thị, đồng thời truy tôn là Tuyên Hoàng hậu. Mộ phần được xây thành Vĩnh lăng (永陵; nay là Tân Tân, Phủ Thuận, tỉnh Liêu Ninh).

## Gia quyến
- Thân phụ: Giác Xương An, truy tôn Cảnh Tổ Dực Hoàng đế (景祖翼皇帝)
- Thân mẫu: Không rõ họ tên, truy tôn Dực Hoàng hậu (翼皇后)
- Thê thiếp:

1. Đích phu nhân, Ngạc Mục Tề [額穆齊; Emeci;ᡝᠮᡝᠴᡳ; ? - 1569], Hỉ Tháp Lạp thị, con gái Đô đốc A Cổ (阿姑). Nguyên phối. Sinh Nỗ Nhĩ Cáp Xích, Thư Nhĩ Cáp Tề, Nhã Nhĩ Cáp Tề cùng 1 con gái, gả cho Cát Cáp Thiện Cáp Tư Hỗ. Truy tôn Tuyên Hoàng hậu (宣皇后).[3]
2. Kế phu nhân, Khẩn Triết [懇哲; Kenje;ᡴᡝᠨᠵᡝ], Cáp Đạt Na Lạp thị, dưỡng nữ của Bối lặc Vương Đài. Kế thê. Đối với Nỗ Nhĩ Cáp Xích hết sức hà khắc, sau khi Tháp Khắc Thế chết thì độc chiếm tài sản. Sinh con út Ba Nhã Lạt.[4]
3. Thiếp, Chiêm Thái cách cách [詹泰格格], Chương Giai thị, con gái La Tháp (羅塔), em gái Triết Nhân cách cách[5].
4. Thiếp, Lý Giai thị (李佳氏), sinh Mục Nhĩ Cáp Tề.

- Con trai:

1. Thanh Thái Tổ Nỗ Nhĩ Cáp Xích [努爾哈赤, Nurhaci];
2. Thành Nghị Dũng Tráng Bối lặc Mục Nhĩ Cáp Tề [穆爾哈齊, Murhaci];
3. Hòa Thạch Trang Thân vương Thư Nhĩ Cáp Tề [舒爾哈齊, Šurhaci];
4. Thông Đạt Quận vương Nhã Nhĩ Cáp Tề [雅爾哈齊, Yarhaci];
5. Đốc Nghị Cương Quả Bối lặc Ba Nhã Lạt [巴雅喇, Bayara];

- Con gái:

1. Trưởng nữ, gả cho Ô Lạp Bối lặc Bố Nhan.
2. Triêm Hà Cô [沾河姑], mất năm 1624, hạ giá lấy Cát Cáp Thiện Cáp Tư Hổ (噶哈善哈思虎). Năm 1727 được truy phong Hòa Thạc Công chúa.[6]